# Vâlcele (okręg Vaslui)
Vâlcele – wieś w Rumunii, w okręgu Vaslui, w gminie Oșești. W 2011 roku liczyła 70 mieszkańców.